# Thorpe Hesley
Thorpe Hesley är en by i distriktet Rotherham i South Yorkshire i England. Byn är belägen 8,9 km 
från Sheffield. Orten har 4 439 invånare (2015). Byn omnämns i Domesday Book år 1086 och kallas däri Tor/Torp.